# Georges Klein (arts populaires)
Pour l'homme politique, voir Georges Klein.
Georges Klein, né le 13 novembre 1921 à Pfaffenhoffen en Alsace et mort à Haguenau en 2001, est un spécialiste des arts et traditions populaires alsaciens qui fut conservateur du Musée alsacien de Strasbourg de 1969 à 1985.

## Biographie
Après des études secondaires à Bouxwiller, Georges Klein commence sa carrière comme instituteur dans différentes communes (Weiterswiller, Wingen-sur-Moder, Niedermodern et Retschwiller). Sa passion pour les arts populaires et traditions alsaciennes l'amène à publier des articles dans des revues spécialisées françaises et allemandes à partir de 1952.
Georges Klein est nommé conservateur du Musée alsacien de Strasbourg en 1969. Il mène à bien l’extension dans les deux immeubles voisins et l’aménagement de nouvelles salles permanente du musée.
Conférencier et auteur prolifique sur le sujet, il est lié à de nombreuses associations d’histoire locale et d’arts populaires et reçoit de nombreuses distinctions pour son œuvre.
Lorsqu’il meurt en 2001, sa documentation ethnologique est confiée au musée de Haguenau.

### Distinctions
- Chevalier des palmes académiques (1960),
- Lauréat de l’Académie d'Alsace, prix René d’Alsace (1974),
- Médaille d'or de la Renaissance Française (1983),
- Commandeur des arts et lettres (1980)[1],
- Oberrheinisher Kulturpreis (Bregenz, 1987).

## Publications
- Le Mobilier polychrome en Alsace, Colmar, 1977 (2e éd. 1986)
- L’Art du vignoble alsacien, Paris, 1979
- Trésors du patrimoine traditionnel d'Alsace, Barembach, 1985
- Les Enseignes en Alsace, Bouxwiller 1988
- Poteries populaires d'Alsace, Strasbourg, 1989
- Riquewihr, richesses dévoilées, Colmar 1991
- L’Art populaire d'Alsace, Strasbourg, 2002, ouvrage posthume